# Jürgen Hasse
Jürgen Hasse (* 8. September 1949 in Hagen) ist ein deutscher Geograph, Pädagoge und Stadtforscher. Er war Professor für Geographie und die Didaktik der Geographie am Institut für Humangeographie der Goethe-Universität Frankfurt am Main.

## Leben
Jürgen Hasse studierte Lehramt an Grund- und Hauptschulen für die Fächer Geographie, Deutsch und Kunst. Es folgten Referendariat und eine mehrjährige Tätigkeit als Lehrer an verschiedenen Haupt- und Realschulen. Hasse promovierte danach zu „affektiven Lernzielen im Geographieunterricht“ und arbeitete von 1982 bis 1985 als Wissenschaftlicher Mitarbeiter am Geographischen Institut der Universität Oldenburg. Von 1985 bis 1993 arbeitete er als Hochschulassistent für Erziehungswissenschaft an der Universität Hamburg. In dieser Zeit wurde er habilitiert mit einer Arbeit zur „Geographie und Postmoderne“. Von 1993 bis 2015 war er Universitätsprofessor für Geographie und ihre Didaktik an der Goethe-Universität Frankfurt am Main.

## Werk
Hasse hatte und hat großen Einfluss auf die Weiterentwicklung der deutschen Humangeographie. So führte er unter anderem den Begriff und das Arbeitsfeld der Atmosphäre in die deutschsprachige Humangeographie ein und öffnete selbige für die philosophische Strömung der Phänomenologie. Er hat bedeutenden Einfluss auf die deutschsprachige geographische Stadtforschung seit den 1990er Jahren, dabei stand vor allem der Zusammenhang von Ästhetisierungsprozessen (Architektur, Licht, Konsum) und die räumliche Vergesellschaftung des Menschen im Vordergrund.
Seine wesentlichen Arbeitsbereiche sind:
- Räumliche Vergesellschaftung des Menschen
- Umweltwahrnehmung, Ästhetische Umweltbeziehungen, Naturverhältnisse
- Stadt und Architektur
- Wissenschaftstheorie
- Ästhetische Bildungsprozesse
- Phänomenologische Raumforschung

## Schriften
- Dichte. Zur Mächtigkeit von Atmosphären und Stimmungen. Verlag Karl Alber, Baden-Baden 2024, ISBN 978-3-495-99312-5.
- Was bedeutet es zu wohnen? Anstöße zu einer Ethik des Wohnens. Verlag Karl Alber, Baden-Baden 2023, ISBN 978-3-495-99828-1.
- Das Geräusch der Stadt. Phänomenologie des Lauten und Leisen. Verlag Karl Alber, Baden-Baden 2022, ISBN 978-3-495-49270-3.
- Wohnungswechsel. Phänomenologie des Ein- und Auswohnens. Transcript Verlag 2020, ISBN 978-3-8376-5451-6.
- Photographie und Phänomenologie. Mikrologien räumlichen Erlebens. Band 3. Verlag Karl Alber, 2020, ISBN 978-3-495-49128-7.
- Betäubte Orte. Erkundungen im Verdeckten (zusammen mit Sara F. Levin). Verlag Karl Alber, 2019, ISBN 978-3-495-49020-4.
- Räume der Kindheit. Ein Glossar (hgg. zusammen mit Verena Schreiber).  Transcript Verlag, Bielefeld 2019, ISBN 978-3-8376-4424-1.
- Das Eigene und das Fremde. Heimat in Zeiten der Mobilität. (=  Neue Phänomenologie. Bd. 30). Verlag Karl Alber, 2018, ISBN 978-3-495-49029-7.
- Märkte und ihre Atmosphären. Mikrologien räumlichen Erlebens. Band 2.  Verlag Karl Alber, 2018, ISBN 978-3-495-48912-3.
- Die Aura des Einfachen. Mikrologien räumlichen Erlebens. Band 1. Verlag Karl Alber, 2017, ISBN 978-3-495-48852-2.
- 8. Jahrbuch für Lebensphilosophie 2016/2017 (zusammen mit Robert Kozljanič): Kritik und Therapie wissenschaftlicher Unvernunft. Albunea Verlag 2016, ISBN 978-3-937656-13-7.
- Versunkene Seelen. Begräbnisplätze ertrunkener Seeleute im 19. Jahrhundert. Verlag Herder, 2016, ISBN 978-3-451-34945-4.
- Der Leib der Stadt. Phänomenographische Annäherungen. Verlag Karl Alber, 2015, ISBN 978-3-495-48715-0.
- Was Räume mit uns machen – und wir mit ihnen: Kritische Phänomenologie des Raumes. Verlag Karl Alber, 2014, ISBN 978-3495486382.
- Atmosphären der Stadt: Aufgespürte Räume. Jovis Verlag, 2012, ISBN 978-3-86859-125-5
- hrsg. mit Egbert Daum: Subjektive Kartographie. Beispiele und sozialräumliche Praxis (= Wahrnehmungsgeographische Studien. Bd. 26). BIS-Verlag Oldenburg, 2011, ISBN 978-3814222479
- 5. Jahrbuch für Lebensphilosophie 2010/2011: Gelebter, erfahrener und erinnerter Raum. Albuena Verlag 2010, ISBN 978-3-937656-12-0.
- Unbedachtes Wohnen. Lebensformen an verdeckten Rändern der Gesellschaft. Transcript Verlag, Bielefeld 2009, ISBN 978-3-8376-1005-5.
- Die Stadt als Wohnraum. Verlag Karl Alber, 2008, ISBN 978-3-495-48334-3.
- Übersehene Räume. Zur Kulturgeschichte und Heterotopologie des Parkhauses. Transcript Verlag, Bielefeld 2007, ISBN 978-3-89942-775-2.
- Fundsachen der Sinne: Eine phänomenologische Revision alltäglichen Erlebens. Verlag Karl Alber, 2005, ISBN 3-495-48130-3.
- Graf Karlfried von Dürckheim. Untersuchungen zum gelebten Raum. Selbstverlag Institut für Didaktik der Geographie, 2005, ISBN 3-921779-24-3.
- Die Stadt ins rechte Licht setzen. Stadtillumination – ein ästhetisches Dispositiv? In: Berichte zur deutschen Landeskunde Bd. 78, Heft 4, 2004, S. 413–439. (PDF als Download)
- Menschenbilder in der Humangeographie. BIS-Verlag, 2003, ISBN 3-8142-0826-9.
- Subjektivität in der Stadtforschung. Selbstverlag Institut für Didaktik der Geographie, 2002, ISBN 3-921779-23-5.
- Die Wunden der Stadt. Für eine neue Ästhetik unserer Städte. Passagen Verlag, 2000, ISBN 3-85165-419-6.
- Erlebnisräume. Passagen Verlag, 1994, ISBN 3-85165-150-2.
- Heimat und Landschaft. Zur Aktualisierung zweier Utopien. Über Gartenzwerge, Center Parcs und andere Ästhetisierungen, Passagen Verlag, Wien, 1993, ISBN 978-3-85165-044-0.
- Heimat. Anmerkungen über nie erreichte Ziele. Schule vor neuen Aufgaben? Universität Oldenburg, Zentrum für pädagogische Berufspraxis, 1985, ISBN 3-8142-0217-1.